# Hans Gissel
Hans Gissel (* 12. Juli 1931 in Rostock) ist ein deutscher Ingenieur der Elektrotechnik, ehemaliger Spitzenmanager der Elektroindustrie und ehemaliger Präsident der International Electrotechnical Commission (IEC).

## Leben
Hans Gissel studierte an der RWTH Aachen Elektrotechnik. 1952 wurde er Mitglied des Corps Marko-Guestphalia Aachen. 1960 wurde er an der RWTH Aachen bei Heinz Beneking zum Dr.-Ing. promoviert. Nach Abschluss des Studiums trat er in den AEG-Konzern ein, dem er nahezu vier Jahrzehnte in führenden Positionen bis 1993 angehörte. Zuletzt gehörte er dem Vorstand an und verantwortete die Nachrichtentechnik, Verteidigungstechnik und Forschung. 1985 war er konstituierendes Mitglied des Beraterkreises Informationstechnik des Bundesforschungsministeriums. Er gehörte zu den fünfzig Personen, die in den Roten Blättern des Marxistischen Studentenbundes Spartakus im November 1985 als SDI-Mafia dargestellt wurden, und zu dem Kreis der Persönlichkeiten, die Gegenstand der internen politischen Diskussion der Rote Armee Fraktion waren.
Von 1993 bis 1996 war Gissel Präsident der International Electrotechnical Commission (IEC). Weiterhin war er Vizepräsident des Deutschen Komitees der IEC und Berater des Lenkungsausschusses der Deutschen Kommission Elektrotechnik Elektronik Informationstechnik.

## Auszeichnungen
- Ehrenring des Deutschen Instituts für Normung
- Aufnahme in den Waldemar-Hellmich-Kreis, 1996[9]

## Schriften
- Negativwiderstände und ihre Anwendung zur Leitungsentdämpfung, 1960
- Der Ausbau der Fernmeldenetze aus der Sicht der Industrie, 1986 (Mitverfasser)
- The importance of IEC work in international trade (Vortrag anlässlich des Congreso IRAM in Buenos Aires, Argentinien, 3.–5. Mai 1995)
- Das weltweite Spielregelsystem technischer Normen, seine Probleme und Schwierigkeiten (Vortrag, gehalten am 11. September 2006 auf der Vortragsveranstaltung des Club of Vienna Globale Spielregelsysteme in Politik, Wirtschaft und im Sport – Fussball als Vorbild?)